# یوزف کوخینکا
یوزف کوخینکا (چکی: Josef Kuchynka; ۴ اوت ۱۸۹۴ – ۹ ژانویهٔ ۱۹۷۹) بازیکن فوتبال اهل چکسلواکی بود.
وی همچنین در تیم ملی فوتبال چکسلواکی بازی کرده‌است.